# Вторинний кратер

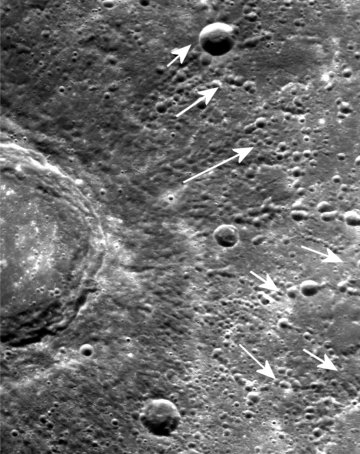
Зображення вторинних кратерів навколо основного місця удару з MESSENGER.

Вторинні кратери — це ударні кратери, утворені викидом із більшого кратера. Іноді вони утворюють радіальні ланцюги кратерів. Крім того, вторинні кратери часто розглядаються як скупчення або промені, що оточують первинні кратери. Вивчення вторинних кратерів вибухнуло приблизно в середині двадцятого століття, коли дослідники, які вивчали поверхневі кратери для прогнозування віку планетних тіл, зрозуміли, що вторинні кратери забруднюють статистику кратерів у підрахунку кратерів тіла.

## Формування
Коли швидкісний позаземний об'єкт стикається з відносно нерухомим тілом, утворюється ударний кратер. Початкові кратери, які утворюються в результаті зіткнення, відомі як первинні кратери або ударні кратери. Матеріал, викинутий із первинних кратерів, може утворювати вторинні кратери за кількох умов:
1. Первинні кратери вже повинні бути присутніми.
2. Гравітаційне прискорення позаземного тіла має бути достатньо великим, щоб притягнути викинутий матеріал назад до поверхні.
3. Швидкість, з якою викинутий матеріал повертається до поверхні тіла, має бути достатньо великою, щоб утворити кратер.

Якщо викинутий матеріал перебуває в атмосфері, як-от на Землі, Венері чи Титані, тоді важче підтримувати швидкість, досить високу щоб утворились вторинні зіткнення. Подібним чином тіла з більш високою швидкістю відновлення поверхні, такі як Іо, також не реєструють поверхневих кратерів.

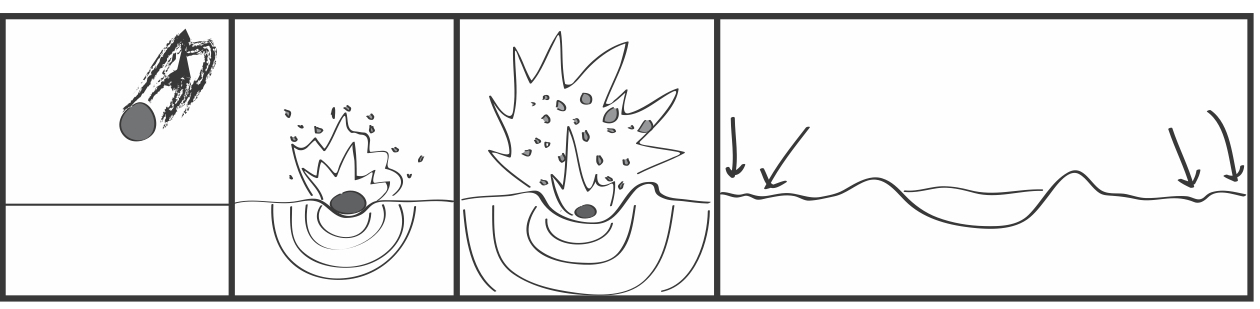
Стрічка з малюнками утворення ударних кратерів і, згодом, вторинних кратерів. Зліва направо показано часову шкалу зіткнення маси з тілом, викид, що поширюється від початкового удару, рух ударної хвилі та поверхню, утворену кратерами. Крайній правий прямокутник має стрілки, які вказують на розташування вторинних кратерів поза межами центру удару або подалі від нього.

### Самовторинний кратер
Самовторинні кратери — це кратери, які утворюються з викинутого матеріалу первинного кратера, але викидаються під таким кутом, що викинутий матеріал завдає удару всередині самого первинного кратера. Самовторинні кратери викликали багато суперечок серед вчених, які розкопують поверхні кратерів з наміром визначити їх вік на основі складу та розплавленого матеріалу. Спостережувана особливість на Тихо була інтерпретована як самовторинна морфологія кратера, відома як палімпсести.

## Зовнішній вигляд
Вторинні кратери утворюються навколо первинних кратерів. Коли первинний кратер утворюється після зіткнення з поверхнею, ударні хвилі від зіткнення спричинятимуть напругу на поверхні навколо кола удару, утворюючи круглий зовнішній гребінь навколо кола удару. Викид від цього початкового удару підіймається з кола удару під кутом до навколишньої області ударного валу. Ця ковдра викиду, або широка зона ударів викинутого матеріалу, оточує кратер.

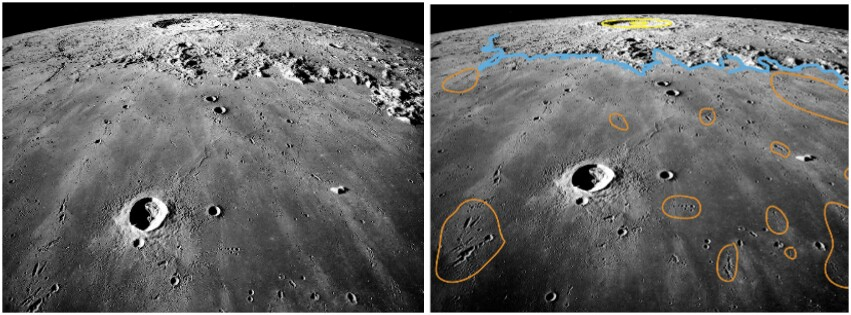
Від удару, який утворив Коперник (вгорі по центру, жовтий), викид вкрив навколишню територію. Синій колір позначає контур відкладення викиду; вторинні кратери та ланцюги кратерів помаранчеві.

### Ланцюжки та кластери

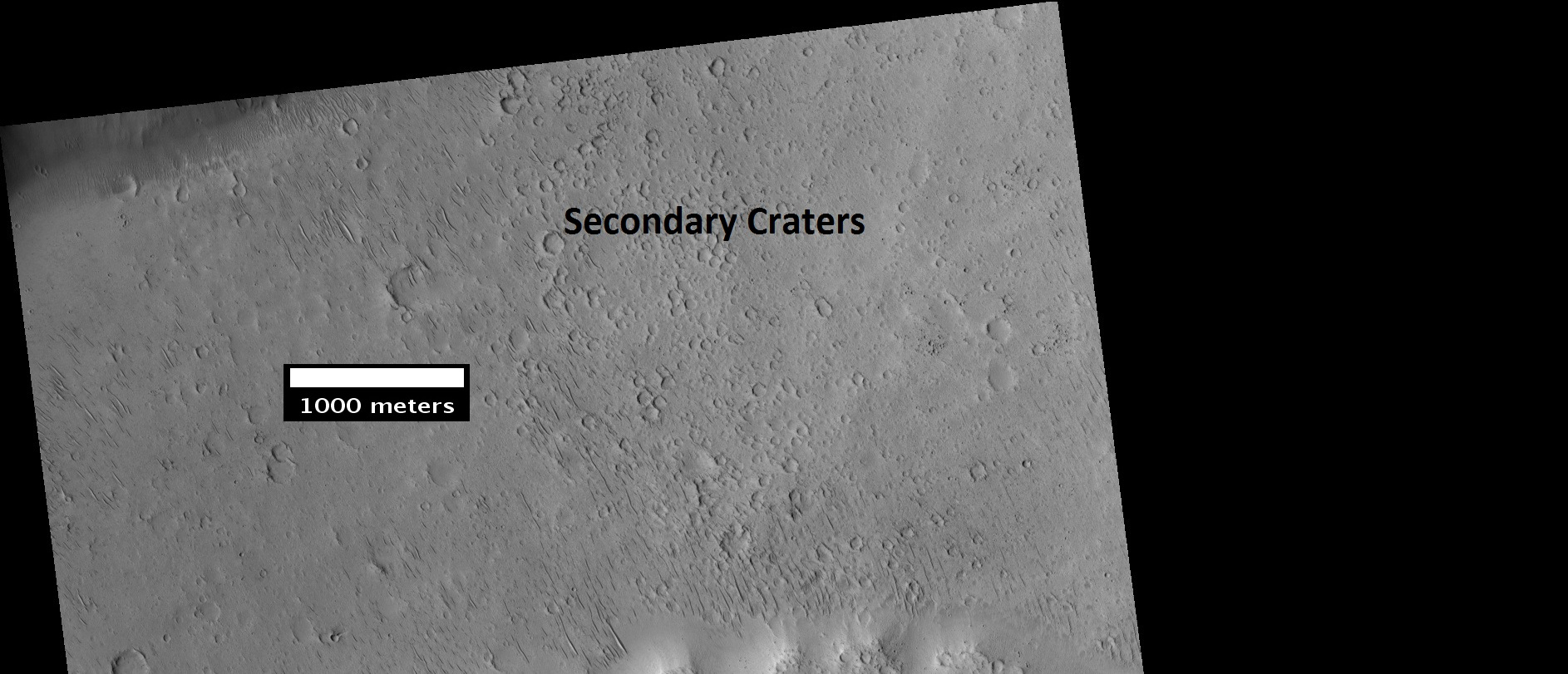
Група вторинних кратерів на Марсі, знята за допомогою HiRISE

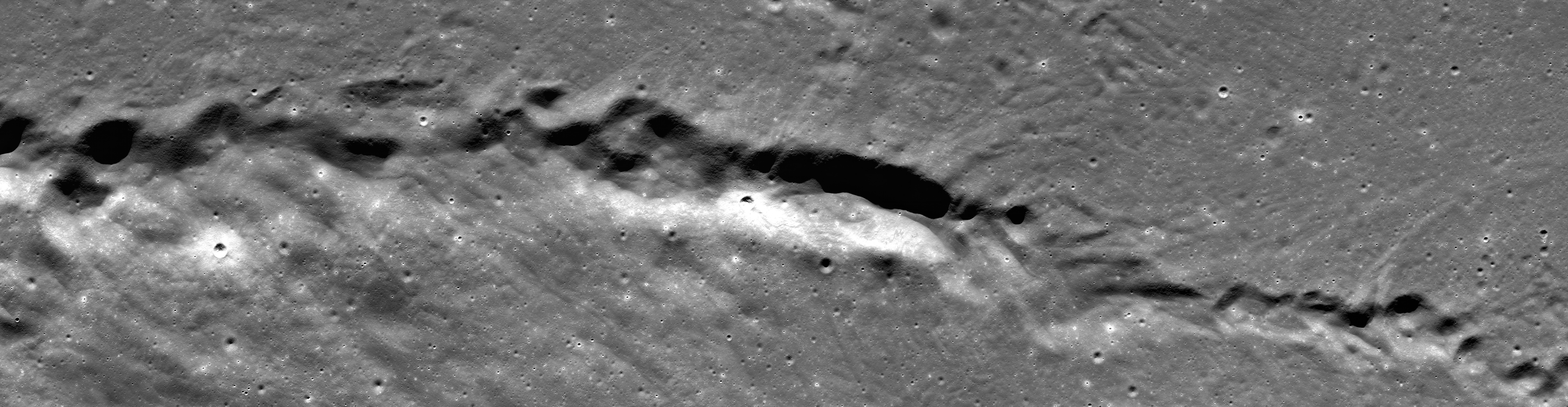
Ланцюг вторинних кратерів Коперник в Морі Дощів

Вторинні кратери можуть виглядати як невеликі одиничні кратери, подібні до первинного кратера з меншим радіусом, або як ланцюжки та скупчення. Ланцюг вторинних кратерів — це просто ряд вторинних кратерів, розташованих поруч один з одним. Подібним чином, кластер — це популяція вторинних елементів, розташованих поруч один з одним.

## Фактори відмінності первинних і вторинних кратерів

### Енергія удару
Первинні кратери утворюються від високошвидкісних ударів, основні ударні хвилі яких мають перевищувати швидкість звуку в матеріалі мішені. Вторинні кратери виникають при менших швидкостях удару. Однак вони все одно повинні відбуватися на досить високих швидкостях, щоб викликати результати деформації, які перевищують межі пружності, тобто вторинні зіткнення повинні розірвати поверхню.
Відрізнити первинні воронки від вторинних кратерів може бути дедалі складніше, коли тіло, що падає, ламається і розпадається на частини перед ударом. Це залежить від умов в атмосфері, а також від швидкості та складу тіла, що падає. Наприклад, тіло, яке влучає в Місяць, ймовірно, влучить неушкодженим; тоді як якщо воно вдариться у Землю, воно сповільниться і нагріється через вхід в атмосферу, можливо, розпадеться. У цьому випадку менші шматки, тепер відокремлені від великого тіла, можуть вплинути на поверхню планети в області за межами первинного кратера, де з'явиться багато вторинних кратерів після первинного зіткнення з поверхнею.

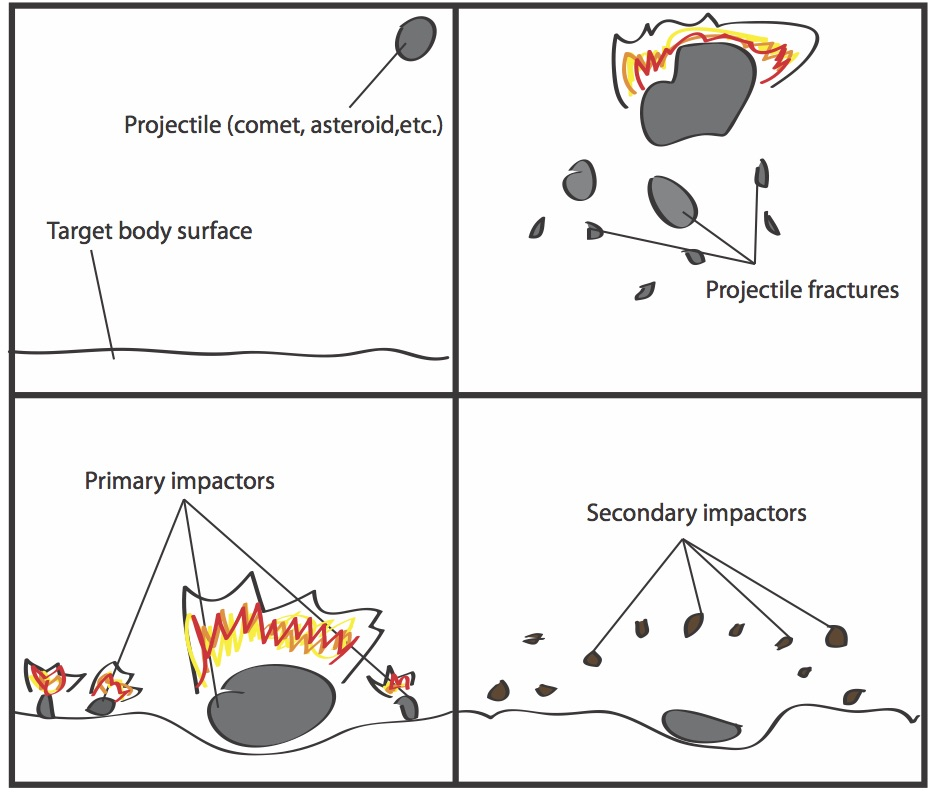
Ілюстрація руйнування тіла до первинного удару, щоб показати хронологічну процедуру створення первинних і вторинних ударів від руйнувань тіла.

### Кут зіткнення
Для первинних зіткнень, виходячи з геометрії, найімовірніший кут зіткнення становить 45° між двома об'єктами, а розподіл швидко падає за межами діапазону 30° — 60°. Помічено, що кут удару мало впливає на форму первинних кратерів, за винятком ударів під малим кутом, коли результуюча форма кратера стає менш круглою та більш еліптичною. Кут первинного удару набагато більше впливає на морфологію (форму) вторинних ударів. Дослідження, проведені на місячних кратерах, свідчать про те, що кут викиду є найвищим для викиду на ранній стадії, тобто для матеріалу, що викидається в результаті первинного зіткнення в його найраніші моменти, і що кут викиду зменшується з часом для викиду на пізній стадії. Наприклад, первинний удар, який є вертикальним до поверхні тіла, може спричинити кути викиду на ранній стадії 60°-70°, а кути викиду на пізній стадії зменшуються майже до 30°.

### Тип мішені
Механічні властивості реголіту мішені (існуючі пухкі породи) впливатимуть на кут і швидкість викиду від первинних ударів. Дослідження, проведені з використанням моделювання, припускають, що реголіт мішені зменшує швидкість викиду. На розміри та морфологію вторинних кратерів також впливає розподіл розмірів порід у реголіті мішені.

### Тип тіла, що ударяється
Розрахунок глибини вторинного кратера можна сформулювати на основі щільності мішені. Дослідження Nördlinger Ries у Німеччині та блоків викиду навколо країв місячних і марсіанських кратерів, свідчать про те, що фрагменти викиду, що мають подібну щільність, швидше за все, мають однакову глибину проникнення, на відміну від первинних імпакторів, тобто комет та астероїдів із щільністю, відмінною від викиду, що створює удари різної глибини.

### Розмір і морфологія
Розмір вторинного кратера залежить від розміру первинного кратера. Ширина первинних кратерів може варіюватися від мікроскопічної до тисячі кілометрів. Морфологія первинних кратерів коливається від чашоподібної до великих широких басейнів, де спостерігаються багатокільцеві структури. У морфології цих кратерів домінують два фактори: міцність матеріалу та сила тяжіння. Чашеподібна морфологія свідчить про те, що рельєф підтримується міцністю матеріалу, тоді як рельєф кратерів у формі басейну долається гравітаційними силами та руйнується до плоскості. Морфологія та розміри вторинних кратерів обмежені. Максимальний діаметр вторинних кратерів становить < 5 % від початкового первинного кратера. Розмір вторинного кратера також залежить від його відстані від основного. Морфологія вторинних кратерів є простою, але характерною. Вторинні кратери, які формуються ближче до своїх первинних, здаються більш еліптичними з меншою глибиною. Вони можуть утворювати промені або ланцюги кратерів. Більш віддалені вторинні кратери здаються подібними за циклічністю до своїх батьківських первинних, але їх часто можна побачити в масиві кластерів.

## Обмеження віку через вторинні кратери
Вчені протягом тривалого часу збирали дані про ударні кратери, спостерігаючи, що кратери присутні по всій частині Сонячної системи. Зокрема, ударні кратери вивчаються з метою оцінки віку, як відносного, так і абсолютного, поверхонь планет. Датування місцевості на планетах за щільністю кратерів перетворилося на досконалу техніку, однак нею керують 3 ключові припущення:
1. кратери трапляються незалежно і випадково.
2. розподіл частоти розмірів первинних кратерів відомий.
3. швидкість утворення кратерів відносно часу відома.

Фотографії, зроблені під час відомих місячних і марсіанських місій, дали вченим можливість підрахувати та зареєструвати кількість спостережуваних кратерів на кожному тілі. Ці бази даних підрахунку кратерів далі сортуються відповідно до розміру, глибини, морфології та розташування кожного кратера. Спостереження та характеристики первинних і вторинних кратерів використовуються для розрізнення ударних кратерів у скупченнях малих кратерів, які характеризуються як скупчення кратерів діаметром ≤1 км. На жаль, дослідження віку, що випливає з цих баз даних кратерів, обмежені через забруднення вторинними кратерами. Вченим важко відібрати всі вторинні кратери з підрахунку, оскільки вони надають помилкову впевненість у статистичній потужності. Забруднення вторинними кратерами часто неправильно використовується для обчислення обмежень віку через помилкові спроби використання невеликих кратерів для датування малих площ поверхні.

## Поява
Вторинні кратери часто зустрічаються на скелястих тілах Сонячної системи без або з тонкою атмосферою, таких як Місяць і Марс, але рідко зустрічаються на об'єктах із товстою атмосферою, таких як Земля чи Венера. Однак у дослідженні, опублікованому в бюлетені Геологічного товариства Америки, автори описують поле вторинних ударних кратерів, які, на їхню думку, утворилися матеріалом, викинутим в результаті більшого первинного удару метеора приблизно 280 мільйонів років тому. Вважається, що основний кратер лежить десь між округами Гошен і Ларамі у Вайомінгу та округами Баннер, Шайєн і Кімбол у Небрасці.